# Lista de sismos na Turquia
Esta é uma lista inclompleta dos sismos ocorridos na Turquia.

## Antes do Século XX
- Sismo de Constantinopla de 557
- Sismo de Istambul de 1509

## Século XX
- Sismo de İzmit de 1999

## Século XXI
- Sismo de Elazığ de 2010
- Sismo de Vã de 2011
- Sismo de Elazığ de 2020
- Sismo do Mar Egeu de 2020
- Sismos da Turquia e Síria de 2023